# Vrijbuiters van het Woud
Vrijbuiters van het woud is een Nederlandse jeugdfilm uit 1965 van de Limburgse cineast Henk van der Linden. De jeugdfilm ging op 15 april, 1965 in première met in de hoofdrollen Cor & Jos van der Linden, kinderen van Henk van der Linden.
De film werd opnieuw op dvd uitgebracht in een beperkte oplage door productiebedrijf Sabra in februari 2009.

## Verhaal
Drie kinderen raken verdwaald in het bos dat allom bekendstaat als het woud van de vrijbuiters. Daar raken ze in het web van de kwade edelman Diederik. Ze krijgen dan bijstand uit onverwachte hoek.

## Rolverdeling
| Acteur              | Personage                                      |
| ------------------- | ---------------------------------------------- |
| Cor van der Linden  | Robert                                         |
| Jos van der Linden  | Hilde                                          |
| Jan van der Weide   | John                                           |
| Jan Kruyk           | Arnold, kapitein van de soldaten               |
| Toon van Loon       | rentmeester / Lambert                          |
| Hub Consten         | broeder Jacob / graaf Diederik / slavendrijver |
| Claire van de Berg  | gravin                                         |
| Frits van Wenkop    | soldaat                                        |
| Henk van der Linden |                                                |